# Рівербанк (Каліфорнія)
Рівербанк (англ. Riverbank) — місто (англ. city) в США, в окрузі Станіслаус штату Каліфорнія. Населення — 24 865 осіб (2020).

## Географія
Рівербанк розташований за координатами 37°43′36″ пн. ш. 120°56′29″ зх. д. / 37.72667° пн. ш. 120.94139° зх. д. (37.726647, -120.941268).  За даними Бюро перепису населення США в 2010 році місто мало площу 10,66 км², з яких 10,60 км² — суходіл та 0,06 км² — водойми.

## Демографія
Згідно з переписом 2010 року, у місті мешкало 22 678 осіб у 6579 домогосподарствах у складі 5367 родин. Густота населення становила 2127 осіб/км².  Було 7069 помешкань (663/км²).
Расовий склад населення:
| - 65,9 % — білих - 3,4 % — азіатів - 2,1 % — чорних або афроамериканців - 1,2 % — корінних американців - 0,4 % — вихідців з тихоокеанських островів - 21,8 % — осіб інших рас |

До двох чи більше рас належало 5,2 %. Частка іспаномовних становила 52,1 % від усіх жителів.
За віковим діапазоном населення розподілялося таким чином: 31,1 % — особи молодші 18 років, 60,6 % — особи у віці 18—64 років, 8,3 % — особи у віці 65 років та старші. Медіана віку мешканця становила 31,0 року. На 100 осіб жіночої статі у місті припадало 99,3 чоловіків;  на 100 жінок у віці від 18 років та старших — 96,6 чоловіків також старших 18 років.
Середній дохід на одне домашнє господарство  становив 69 671 долар США (медіана — 60 017), а середній дохід на одну сім'ю — 72 808 доларів (медіана — 62 621). Медіана доходів становила 47 652 долари для чоловіків та 34 303 долари для жінок. За межею бідності перебувало 12,1 % осіб, у тому числі 16,4 % дітей у віці до 18 років та 7,1 % осіб у віці 65 років та старших.
Цивільне працевлаштоване населення становило 10 059 осіб. Основні галузі зайнятості: освіта, охорона здоров'я та соціальна допомога — 20,2 %, виробництво — 13,8 %, роздрібна торгівля — 12,8 %.